# Total Death
A Total Death a norvég black metal együttes Darkthrone hatodik nagylemeze. 1995 augusztusában és októberében lett felvéve, majd 1996-ban lett kiadva a Moonfog Productions kiadó által. A számok szövegeit Nocturno Culto és más black metal együttesek tagjai írták meg. Ez szokatlan volt, mivel eddig a legtöbb Darkthrone-dalszöveget Fenriz írta.
Az album CD-n és hanglemezen lett kiadva a Moonfog Productions által. A hanglemeznek egy másik borítója van. A Total Death-et a Peaceville Records újra kiadta 2011 márciusában. Az új kiadáson szerepel egy extra dal és egy extra CD, a tagok kommentárjával. A dal hasonló időben lett felvéve, mint az album többi száma és a Moonfog Productions egyik válogatásán szerepelt.

## Számlista
Az összes dalszöveg szerzője Nocturno Culto, kivéve a megjelölt helyen; az összes szám szerzője a Darkthrone.
| 1.    | Earth's Last Picture (dalszöveg: Garm)     | 5:12 |
| 2.    | Blackwinged                                | 4:31 |
| 3.    | Gather for Attack on the Pearly Gates      | 4:53 |
| 4.    | Black Victory of Death (dalszöveg: Insahn) | 4:00 |
| 5.    | Majestic Desolate Eye                      | 3:07 |
| 6.    | Blasphemer (dalszöveg: Carl-Michael Eide)  | 4:01 |
| 7.    | Ravnajuv                                   | 4:20 |
| 8.    | The Serpents Harvest (dalszöveg: Satyr)    | 5:43 |
| 35:47 |                                            |      |

Az új kiadás bónusz száma
- "God of Disturbance and Friction"

## Közreműködők
- Fenriz – dob, gitár, basszusgitár az 1., a 4., a 6. és a 8. számon
- Nocturno Culto – ének, gitár, basszusgitár a 2., a 3., az 5. és a 7. számon

## Fordítás
Ez a szócikk részben vagy egészben  a   Total Death című angol Wikipédia-szócikk fordításán alapul.  Az eredeti cikk szerkesztőit annak laptörténete sorolja fel. Ez a jelzés csupán a megfogalmazás eredetét és a szerzői jogokat jelzi, nem szolgál a cikkben szereplő információk forrásmegjelöléseként.